# Бедня (Хорватия)
Бе́дня (хорв. Bednja) — община с центром в одноимённом посёлке на севере Хорватии, в Вараждинской жупании. Население 772 человека в самом посёлке и 4765 человек во всей общине (2001). Подавляющее большинство населения — хорваты (99,39 %). В состав общины кроме самой Бедни входит ещё 24 небольшие деревни.
Посёлок получил имя по протекающей через него реке Бедне, которая находится здесь недалеко от своего истока и представляет собой не более чем широкий ручей. Посёлок расположен в северо-западных предгорьях Иваншчицы, стоит на шоссе D508, которая соединяет город Лепоглава с замком Тракошчан и, впоследствии, с магистралью A2. Расстояние до Лепоглавы — около 6 км, до Тракошчана — около 5 км. Бедня связана регулярным автобусным сообщением с Лепоглавой, Иванецом и Вараждином.
Бедня впервые упомянута в 1321 году. В 1569 году перешла в собственность знатной семьи Драшковичей, чьим фамильным замком стал расположенный неподалёку Тракошчан. Под властью Драшковичей поселение выросло, здесь начало активно культивироваться виноградарство и виноделие. В начале XX века из-за бедноты и перенаселённости значительная часть людей из окрестностей Бедни переехала в другие регионы страны, в основном в Подравину и Славонию.
Приходская церковь Вознесения Пресвятой Девы Марии построена в 1783 году на месте более старой церкви. Орган храма создан в 1812 году. В церковной усыпальнице похоронен ряд представителей семьи Драшковичей.